# Greenville, Ohio
Greenville är administrativ huvudort i Darke County i delstaten Ohio. Orten har fått sitt namn efter Nathanael Greene. Greenville hade 13 227 invånare enligt 2010 års folkräkning.